# Annalisa Favole
Annalisa Favole (Pinerolo, 10 agosto 1996) è una calciatrice italiana, centrocampista del Torino e già della nazionale italiana Under-17.

## Caratteristiche tecniche
È una trequartista che può ricoprire più ruoli, sia a centrocampo, dove spesso è stata impiegata come centrale, che in attacco, dove ha agito più volte come seconda punta.

## Carriera

### Club
Annalisa Favole si avvicina al calcio già in giovanissima età seguendo, come più tardi fa anche la sorella Stefania, il fratello maggiore nel Bricherasio, società dell'omonimo comune del torinese dove risiede con la famiglia, inserita nella formazione mista dei Pulcini.
Notata dagli osservatori del Torino, viene contattata dalla società nel settembre 2006 che le propone, all'età di soli 10 anni, di entrare in una formazione di soli elementi femminili e di giocare i campionati giovanili indossando la maglia granata con la formazione Giovanissime.
In seguito viene inserita nella rosa delle giocatrici di età superiore giocando nel Campionato Primavera conquistando la fiducia della società che decide di farla debuttare in Serie A nella formazione titolare.
Fa il suo esordio nella massima serie nella stagione 2011-2012 agli ordini del tecnico Licio Russo. Segna la sua prima rete in carriera al Brescia nei minuti finali della partita giocata in casa delle rondinelle e persa dal Torino per 4-3. Grazie alle sue prestazioni viene ritenuta a quel tempo una dei maggiori talenti del calcio femminile italiano.
Dalla stagione 2012-2013 fa parte stabilmente della rosa della prima squadra e rimane con la società torinese anche dopo la retrocessione patita al termine del campionato. Alla sua prima stagione in Serie B riesce ad essere determinante conquistando, pur nel ruolo di centrocampista, il terzo posto nella classifica marcatori della società granata 2013-2014 con 11 reti realizzate dietro al bomber Raffaella Barbieri (15) ed Erika Ponzio (14) ed evitando così la retrocessione pur con 6 punti di penalizzazione inflitti al Torino dalla federazione.
Durante l'estate 2014 si accasa al Luserna, società con sede a Luserna San Giovanni, dove, inserito nel Girone A, contribuisce a far compiere alla società una prima parte di campionato ai vertici della classifica. Ha disputato con la maglia del Luserna tre stagioni, di cui due in Serie A. Al termine della stagione 2016-2017, conclusasi con la retrocessione del Luserna in Serie B, si è svincolata. Successivamente, assieme alla sorella Stefania, si è accordata con il Pinerolo, partecipante al girone piemontese della Serie C.
Nell'estate 2019 è tornata dopo 5 anni al Torino.

### Nazionale
Nel novembre 2012 Corrado Corradini, il coordinatore delle squadre Nazionali giovanili femminili, la inserisce tra le 24 convocate nella Nazionale Under-17 tenendola a disposizione per la prima fase di qualificazione al campionato europeo di categoria 2013.

## Palmarès

### Giovanili
- Trofeo Beppe Viola: 1

Torino Primavera: 2014

### Club
- Campionato italiano di Serie B: 1

Luserna: 2014-2015

### Individuali
Viene eletta dai tecnici della serie A al termine della stagione 2011-2012 miglior promessa del calcio italiano.